# Somewhere in Time
Somewhere in Time, (en algun lloc en el temps) va ser llançat el 29 de juny de 1986 i ràpidament es va notar un canvi bastant gran en aquest àlbum respecte als anteriors d'Iron Maiden.
La banda volia explorar nous camins musicals (sense sortir-se del característic so de sempre) i va introduir l'ús de sintetitzadors. Molts fans es van veure sorpresos i van rebutjar aquest nou so, encara que els sintetitzadors no adquirien un protagonisme especial ni es canviava l'estil de les cançons.
Va ser molt important l'activa participació d'Adrian Smith en la creació d'aquest àlbum, ja que contribueix amb un dels seus èxits de més renom, Wasted Years; tema caracteritzat pel seu memorable intro, les dobles veus del seu cor i el seu elaborat punteig.
Malgrat no tractar-se d'un disc conceptual, l'àlbum s'ambienta en temps futuristes a l'estil de la pel·lícula "Blade Runner". Aquest fet s'observa a la gran detallada portada. Una portada que conté nombroses al·lusions a altres cançons de la, fins llavors, història d'Iron Maiden.
Un disc ple de molt bons temes com "Sea of Madness","Heaven Can Wait", o la majestuosa "Alexander The Great". Disc una mica oblidat per Iron Maiden, malgrat ser un dels millors àlbums creat per aquesta banda i amb el major èxit en vendes (més de 2 milions 600 mil còpies).

## Llista i àudio de cançons
1. Caught Somewhere In Time Arxivat 2008-11-20 a Wayback Machine. (Harris) - 7:22
2. Wasted Years Arxivat 2009-07-19 a Wayback Machine. (Smith) - 5:08
3. Sea Of Madness Arxivat 2008-12-04 a Wayback Machine. (Smith) - 5:41
4. Heaven Can Wait Arxivat 2008-09-07 a Wayback Machine. (Harris) - 7:23
5. The Loneliness Of The Long Distance Runner Arxivat 2008-12-04 a Wayback Machine. (Harris) - 6:31
6. Stranger In A Strange Land Arxivat 2008-12-04 a Wayback Machine. (Smith) - 5:42
7. De Ja Vu Arxivat 2008-12-04 a Wayback Machine. (Murray/Harris) - 4:56
8. Alexander The Great Arxivat 2008-12-04 a Wayback Machine. (Harris) - 8:35

## Integrants
- Steve Harris - baixista
- Bruce Dickinson - vocalista
- Dave Murray - guitarrista
- Adrian Smith - guitarrista
- Nicko McBrain - bateria